# Télaprévir
Le télaprévir est un inhibiteur de la protéase NS3-4A du virus de l'hépatite C de génotype 1 commercialisé en France sous le nom de Incivo par les laboratoires Janssen-Cilag depuis le 19 septembre 2011.
Il est indiqué en association avec le peginterféron alfa et la ribavirine, chez le patient adulte ayant une maladie hépatique compensée (y compris ceux ayant une cirrhose) :
- soit naïfs de traitement ;
- soit ayant préalablement été traités par l'interféron alfa (pégylé ou non pégylé) seul ou en association avec la ribavirine, y compris les patients rechuteurs, répondeurs partiels et répondeurs nuls[3].

La trithérapie avec le télaprévir permet chez des malades ayant une hépatite C de génotype 1 et ne répondant pas à la bithérapie d’obtenir une guérison dans 75 % des cas contre 44 % chez ceux traités par bithérapie. Par ailleurs, la durée du traitement est raccourcie à 24 semaines (12 semaines de trithérapie suivie par 12 semaines de bithérapie) chez environ 2/3 des malades qui reçoivent le télaprévir quand le VHC est indétectable aux 4e et 12e semaines du traitement. Chez ces malades, le taux de guérison est voisin de 90 %. Chez les malades qui ont un virus détecté à la 4e semaine de traitement, la durée optimale du traitement est de 48 semaines (12 semaines de trithérapie suivies par 36 semaines de bithérapie) et le taux de guérison est d’environ 60 %.
La trithérapie avec le télaprévir (12 semaines de trithérapie suivies par 36 semaines de bithérapie)  permet d’obtenir une éradication du virus chez 60 % des malades en échec thérapeutique.  Le taux de guérison dépend du type de la réponse virologique au traitement antérieur. Il passe de 31 % chez des malades ayant une réponse nulle (diminution de l’ARN du VHC <2 log à S12) à 86 % chez des malades répondeurs-rechuteurs.
La prise de télaprévir est associée à la survenue plus fréquente d’un prurit et d’une éruption cutanée que lors de la bithérapie. L'éruption cutanée est sévère chez environ 5 % des malades mais ne nécessite l’arrêt du traitement antiviral que chez 1 % des malades.